# Hanna Ljungberg
Hanna Ljungberg (ur. 8 stycznia 1979 w Umeå) – szwedzka piłkarka, grająca na pozycji napastnika.
Została wybrana Szwedzką Zawodniczką Roku w 2002, wygrywając Diamentową Piłkę (Diamantbollen).
Podczas MŚ dla kobiet w 2003 zdobyła dla Szwecji 3 bramki, w tym jedną w finale z Niemcami.
Nie jest spokrewniona ze słynnym szwedzkim piłkarzem Fredrikiem Ljungbergiem. Była blisko przejścia do męskiego klubu z Włoch, Perugii, ale negocjacje upadły.